# NBA-Draft 2024
Das NBA-Draft-Verfahren 2024 fand am 26. Juni und 27. Juni 2024 im Barclays Center im New Yorker Stadtbezirk Brooklyn (erste Runde) sowie ebenfalls in New York in den Räumen des Senders ESPN (zweite Runde) statt.
Erstmals wurde das Verfahren auf zwei aufeinanderfolgende Nächte gestreckt. Dabei wurde die erste Runde am 26. Juni und die zweite Runde am 27. Juni durchgeführt. Mit der veränderten Vorgehensweise sollte den Verantwortlichen der NBA-Mannschaften zwischen den beiden Auswahlrunden mehr Zeit zur Entscheidungsfindung verschafft werden. Des Weiteren versprach sich die NBA durch zwei Veranstaltungen zusätzliche Aufmerksamkeit für die auszuwählenden Spieler.
Die Draftlotterie zur Feststellung der Auswahlreihenfolge auf den ersten Plätzen wurde am 12. Mai 2024 durchgeführt. Die Atlanta Hawks, die mit einer Gewinnchance von drei Prozent in die Lotterie gegangen waren, wurden dort als Franchise mit dem ersten Auswahlrecht ausgelost. Die Lotterie erbrachte auf den zweiten bis vierten Plätzen die Reihenfolge Washington Wizards, Houston Rockets (von den Brooklyn Nets) und San Antonio Spurs.
Beim anschließenden Draftverfahren wurden die Franzosen Zaccharie Risacher und Alexandre Sarr an erster und zweiter Stelle ausgewählt. Der Amerikaner Reed Sheppard vervollständigte die ersten Drei. Mit Tristan da Silva und Ariel Hukporti wurden zwei deutsche Spieler ausgewählt.
Da Victor Wembanyama im Vorjahr ebenfalls an erster Stelle ausgewählt worden war, standen erstmals in der NBA-Geschichte in zwei aufeinanderfolgenden Jahren Spieler aus Frankreich an erster Stelle. Auch die Tatsache, dass zwei nicht-US-amerikanische Spieler im selben Draftverfahren auf den ersten beiden Plätzen aufgerufen wurden, hatte es in der NBA zuvor nicht gegeben. Drei Mannschaften, die eines der ersten zehn Auswahlrechte besaßen, entschieden sich für französische Spieler (Risacher, Sarr, Tidjane Salaün). Das war im Zeitraum seit 1966, der als moderne Ära des Draftverfahrens beschrieben wurde, zuvor keinem anderen Land außerhalb der Vereinigten Staaten gelungen.
Für Aufsehen sorgte die Entscheidung der Los Angeles Lakers, an 55. Stelle Bronny James und damit den Sohn des derzeitigen Lakers-Spielers LeBron James auszuwählen.
Der Draft wurde im Vorfeld von manchen Fachleuten als einer der schwächste Jahrgänge seit Jahren bezeichnet. Diese Einschätzung hing unter anderem damit zusammen, dass es keinen Spieler gab, der sich als eindeutiger Anwärter auf den ersten Platz herausgeschält hatte. Laut CBS sorgte das einerseits für Unsicherheit, andererseits für zahlreiche Möglichkeiten. Anderen Einschätzungen zufolge zeichnete sich der Jahrgang durch eine große Leistungsdichte aus, während die für die Spitzenplätze in Frage kommenden Spieler im Vergleich zu vorangegangenen Jahren als schwächer eingestuft wurden.

## Erste Auswahlrunde
Abkürzungen: PG = Point Guard, SG = Shooting Guard, SF = Small Forward, PF = Power Forward, C = Center; Fr. = Freshman, So. = Sophomore, Jr. = Junior, Sr. = Senior 
| Pick | Spieler              | Position | Nationalität               | Franchise                                                                       | vorherige Mannschaft / College |
| ---- | -------------------- | -------- | -------------------------- | ------------------------------------------------------------------------------- | ------------------------------ |
| 1    | Zaccharie Risacher   | SF       | Frankreich                 | Atlanta Hawks                                                                   | JL Bourg Basket                |
| 2    | Alexandre Sarr       | C        | Frankreich                 | Washington Wizards                                                              | Perth Wildcats                 |
| 3    | Reed Sheppard        | SG       | Vereinigte Staaten         | Houston Rockets (von Brooklyn Nets)                                             | Kentucky (Fr.)                 |
| 4    | Stephon Castle       | SG       | Vereinigte Staaten         | San Antonio Spurs                                                               | Connecticut (Fr.)              |
| 5    | Ron Holland          | SF       | Vereinigte Staaten         | Detroit Pistons                                                                 | G League Ignite (NBA G-League) |
| 6    | Tidjane Salaün       | SF       | Frankreich                 | Charlotte Hornets                                                               | Cholet Basket                  |
| 7    | Donovan Clingan      | C        | Vereinigte Staaten         | Portland Trailblazers                                                           | Connecticut (So.)              |
| 8    | Rob Dillingham       | PG/SG    | Vereinigte Staaten         | San Antonio Spurs (weiter zu Minnesota Timberwolves)                            | Kentucky (Fr.)                 |
| 9    | Zach Edey            | C        | Kanada                     | Memphis Grizzlies                                                               | Purdue (Sr.)                   |
| 10   | Cody Williams        | SG/SF    | Vereinigte Staaten         | Utah Jazz                                                                       | Colorado (Fr.)                 |
| 11   | Matas Buzelis        | SF       | Litauen Vereinigte Staaten | Chicago Bulls                                                                   | G League Ignite (NBA G-League) |
| 12   | Nikola Topić         | PG       | Serbien                    | Oklahoma City Thunder (von Houston Rockets)                                     | KK Roter Stern Belgrad         |
| 13   | Devin Carter         | SG       | Vereinigte Staaten         | Sacramento Kings                                                                | Providence (Jr.)               |
| 14   | Carlton Carrington   | SG       | Vereinigte Staaten         | Portland Trailblazers (von Golden State Warriors, weiter zu Washington Wizards) | Pittsburgh (Fr.)               |
| 15   | Kel'el Ware          | C        | Vereinigte Staaten         | Miami Heat                                                                      | Indiana (So.)                  |
| 16   | Jared McCain         | PG       | Vereinigte Staaten         | Philadelphia 76ers                                                              | Duke (Fr.)                     |
| 17   | Dalton Knecht        | SG/SF    | Vereinigte Staaten         | Los Angeles Lakers                                                              | Tennessee (Sr.)                |
| 18   | Tristan da Silva     | SF       | Deutschland Brasilien      | Orlando Magic                                                                   | Colorado (Sr.)                 |
| 19   | Ja'Kobe Walter       | SG       | Vereinigte Staaten         | Toronto Raptors (von Indiana Pacers)                                            | Baylor (Fr.)                   |
| 20   | Jaylon Tyson         | SF       | Vereinigte Staaten         | Cleveland Cavaliers                                                             | California (Jr.)               |
| 21   | Yves Missi           | C        | Kamerun                    | New Orleans Pelicans (von Milwaukee Bucks)                                      | Baylor (Fr.)                   |
| 22   | DaRon Holmes II      | PF       | Vereinigte Staaten         | Phoenix Suns (weiter nach Denver Nuggets)                                       | Dayton (Jr.)                   |
| 23   | AJ Johnson           | PF       | Vereinigte Staaten         | Milwaukee Bucks (von New Orleans Pelicans)                                      | Illawarra Hawks                |
| 24   | Kyshawn George       | SF       | Schweiz                    | New York Knicks (von Dallas Mavericks, weiter zu Washington Wizards)            | Miami (Fr.)                    |
| 25   | Pacôme Dadiet        | SF       | Frankreich                 | New York Knicks                                                                 | Ratiopharm Ulm                 |
| 26   | Dillon Jones         | SG       | Vereinigte Staaten         | Washington Wizards (von Los Angeles Clippers, weiter zu Oklahoma City Thunder)  | Weber State (Sr.)              |
| 27   | Terrance Shannon Jr. | SG       | Vereinigte Staaten         | Minnesota Timberwolves                                                          | Illinois (Sr.)                 |
| 28   | Ryan Dunn            | SF       | Vereinigte Staaten         | Denver Nuggets (weiter zu Phoenix Suns)                                         | Virginia (So.)                 |
| 29   | Isaiah Collier       | PG       | Vereinigte Staaten         | Utah Jazz (von Oklahoma City Thunder)                                           | USC (Fr.)                      |
| 30   | Baylor Scheierman    | SG/SF    | Vereinigte Staaten         | Boston Celtics                                                                  | Creighton (Sr.)                |

## Zweite Auswahlrunde
Abkürzungen: PG = Point Guard, SG = Shooting Guard, SF = Small Forward, PF = Power Forward, C = Center; Fr. = Freshman, So. = Sophomore, Jr. = Junior, Sr. = Senior 
| Pick                                                                             | Spieler            | Position | Nationalität       | Franchise                                                                | vorheriges Team / College      |
| -------------------------------------------------------------------------------- | ------------------ | -------- | ------------------ | ------------------------------------------------------------------------ | ------------------------------ |
| 31                                                                               | Jonathan Mogbo     | PF       | Vereinigte Staaten | Toronto Raptors (von Detroit Pistons)                                    | San Francisco (Jr.)            |
| 32                                                                               | Kyle Filipowski    | C        | Vereinigte Staaten | Utah Jazz (von Washington Wizards)                                       | Duke (So.)                     |
| 33                                                                               | Tyler Smith        | PF       | Vereinigte Staaten | Milwaukee Bucks (von Portland Trailblazers)                              | G League Ignite (NBA G-League) |
| 34                                                                               | Tyler Kolek        | PG       | Vereinigte Staaten | Portland Trailblazers (von Charlotte Hornets weiter zu New York Knicks)  | Marquette (Sr.)                |
| 35                                                                               | Johnny Furphy      | SG/SF    | Australien         | San Antonio Spurs (weiter zu Indiana Pacers)                             | Kansas (Fr.)                   |
| 36                                                                               | Juan Núñez         | PG       | Spanien            | Indiana Pacers (von Toronto Raptors, weiter zu San Antonio Spurs)        | Ratiopharm Ulm                 |
| 37                                                                               | Bobi Klintman      | SF/PF    | Schweden           | Oklahoma City Thunder (von Memphis Grizzlies weiter zu Detroit Pistons)  | Cairns Taipans                 |
| 38                                                                               | Ajay Mitchell      | SF       | Belgien            | New York Knicks (von Utah Jazz weiter zu Oklahoma City Thunder)          | UC Santa Barbara (Jr.)         |
| 39                                                                               | Jaylen Wells       | PF       | Vereinigte Staaten | Memphis Grizzlies (von Houston Rockets)                                  | Washington State (So.)         |
| 40                                                                               | Oso Ighodaro       | PF/C     | Vereinigte Staaten | Portland Trailblazers (von Atlanta Hawks weiter zu Phoenix Suns)         | Marquette (Sr.)                |
| 41                                                                               | Adem Bona          | C        | Türkei             | Philadelphia 76ers (von Chicago Bulls)                                   | UCLA (So.)                     |
| 42                                                                               | KJ Simpson         | PG       | Vereinigte Staaten | Charlotte Hornets (von Houston Rockets)                                  | Colorado (Jr.)                 |
| 43                                                                               | Nikola Đurišić     | SG/SF    | Serbien            | Miami Heat (weiter zu Atlanta Hawks)                                     | KK Mega Basket                 |
| 44                                                                               | Pelle Larsson      | PG       | Schweden           | Houston Rockets (von Golden State Warriors, weiter zu Miami Heat)        | Arizona (Sr.)                  |
| 45                                                                               | Jamal Shead        | PG       | Vereinigte Staaten | Sacramento Kings (weiter zu Toronto Raptors)                             | Houston (Sr.)                  |
| 46                                                                               | Cam Christie       | SG       | Vereinigte Staaten | Los Angeles Clippers (von Indiana Pacers)                                | Minnesota (Fr.)                |
| 47                                                                               | Antonio Reeves     | SG/SF    | Vereinigte Staaten | Orlando Magic (weiter zu New Orleans Pelicans)                           | Kentucky (Sr.)                 |
| 48                                                                               | Harrison Ingram    | SF/PF    | Vereinigte Staaten | San Antonio Spurs (von Los Angeles Lakers)                               | North Carolina (Jr.)           |
| Philadelphia 76ers (aufgrund von Manipulationsverstößen verfallen)               |                    |          |                    |                                                                          |                                |
| 49                                                                               | Tristen Newton     | PG/SG    | Vereinigte Staaten | Indiana Pacers (von Cleveland Cavaliers)                                 | Connecticut (Sr.)              |
| 50                                                                               | Enrique Freeman    | SF/PF    | Vereinigte Staaten | Indiana Pacers (von New Orleans Hornets)                                 | Akron (Sr.)                    |
| 51                                                                               | Melvin Ajinça      | SF       | Frankreich         | Washington Wizards (von Phoenix Suns, weiter zu Dallas Mavericks)        | Saint-Quentin Basket-Ball      |
| 52                                                                               | Quinten Post       | C        | Niederlande        | Golden State Warriors (von Milwaukee Bucks)                              | Boston College (Sr.)           |
| 53                                                                               | Cam Spencer        | SF       | Vereinigte Staaten | Detroit Pistons (von New York Knicks, weiter zu Minnesota Timberwolves)  | Connecticut (Sr.)              |
| 54                                                                               | Anton Watson       | PF       | Vereinigte Staaten | Boston Celtics (von Dallas Mavericks)                                    | Gonzaga (Sr.)                  |
| 55                                                                               | Bronny James       | PG       | Vereinigte Staaten | Los Angeles Lakers (von Los Angeles Clippers)                            | California                     |
| 56                                                                               | Kevin McCullar Jr. | SG       | Vereinigte Staaten | Denver Nuggets (von Minnesota Timberwolves, weiter zu New York Knicks)   | Kansas (Sr.)                   |
| 57                                                                               | Ulrich Chomche     | C        | Kamerun            | Memphis Grizzlies (von Oklahoma City Thunder, weiter zu Toronto Raptors) | APR BBC                        |
| Phoenix Suns (von Denver Nuggets; aufgrund von Manipulationsverstößen verfallen) |                    |          |                    |                                                                          |                                |
| 58                                                                               | Ariel Hukporti     | C        | Deutschland        | Dallas Mavericks (von Boston Celtics, weiter zu New York Knicks)         | MHP Riesen Ludwigsburg         |